# Décès en 879
Décès
- 875
- 876
- 877
- 878
- 879
- 880
- 881
- 882
- 883

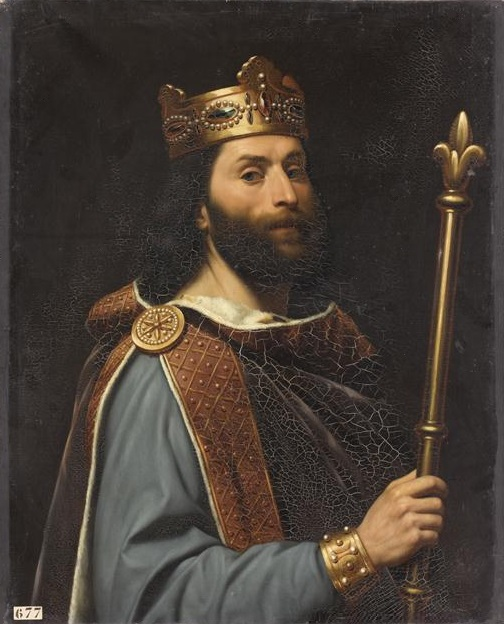
Louis II le Bègue mort en 879.

Cette page dresse une liste de personnalités mortes au cours de l'année 879 :
- février-mars : Landolf II de Capoue, évêque de Capoue puis comte de Capoue.
- 10 avril : Louis II le Bègue, roi des Francs (Francie occidentale.

- Olibia II de Carcassonne, comte de Carcassonne.
- Baudouin Ier de Flandre, marquis ou comte en Flandre de 863 à 879.
- Áed Findliath, ou Áed mac Neíll, roi d'Ailech et un haut-roi d'Irlande.
- Fintan de Rheinau, moine irlandais.
- Riourik, prince de Novgorod.
- Princesse Seishi, impératrice consort de l'empereur Junna du Japon.
- Ya`qûb ben Layth as-Saffâr, seigneur de guerre, fondateur de la dynastie des Saffarides.

date incertaine (vers 879)
- Suppo III de Spolète, duc italien, issu de la famille de Supponides.

## Crédit d'auteurs
- Cet article est partiellement ou en totalité issu de l'article intitulé « 879 » (voir la liste des auteurs).